# Jacques de Goyon de Matignon
Jacques Goyon de Matignon (Torigni-sur-Vire, 16 marzo 1643 – Parigi, 15 marzo 1727) è stato un vescovo cattolico francese.

## Biografia
Fu nominato vescovo di Condom il 31 ottobre 1671. La conferma pontificia arrivò il 22 febbraio 1672, e l'anno successivo, il 16 aprile, fu consacrato dal suo predecessore Jacques Bénigne Bossuet. Nel 1693 rassegnò le dimissioni.
Il 15 maggio 1707 fu co-consacratore (con l'Arcivescovo Charles-Maurice le Tellier, consacratore principale, e François-Clément de Poudenx) di Pierre de Sabatier, e il 19 febbraio 1719 consacrò a Parigi Dominique Marie Varlet, che sarà in seguito scomunicato per le ordinazioni dei primi vescovi vetero-cattolici.
Un suo nipote, Jacques François Léonor Goyon de Matignon, diverrà agli inizi del XVIII secolo, principe di Monaco per matrimonio.

## Genealogia episcopale e successione apostolica
La genealogia episcopale è:
- Cardinale Scipione Rebiba
- Cardinale Giulio Antonio Santori
- Cardinale Girolamo Bernerio, O.P.
- Arcivescovo Galeazzo Sanvitale
- Cardinale Ludovico Ludovisi
- Cardinale Luigi Caetani
- Vescovo Giovanni Battista Scanaroli
- Cardinale Antonio Barberini, O.S.Io.Hieros.
- Arcivescovo Charles-Maurice Le Tellier
- Vescovo Jacques Bénigne Bossuet
- Vescovo Jacques de Goyon de Matignon

La successione apostolica è:
- Vescovo Olivier-Gabriel de Lubières du Bouchet (1711)
- Vescovo Dominique Marie Varlet (1719)